# Versos fesceninos
Los versos fesceninos (en latín, fescennini versus pero también fescennina carmina) son uno de los primeros tipos de poema, típicamente populares, de la Antigua Roma, que formaban parte principalmente de los ritos nupciales y el conjuro de espíritus. Eran versos licenciosos caracterizados por lo absurdo, exuberancia, rudeza y obscenidad que provocaban la risa de los oyentes.
Estos versos solían ser improvisados y están considerados la forma más antigua de arte dramático entre los romanos. Posteriormente se convirtieron en sátira y drama cómico romano. Fue una forma teatral en boga en una vasta área situada en la frontera entre Lazio y Etruria alrededor del siglo II a. C.

## Historia
Este género literario sería el resultado de la influencia etrusca en la cultura romana o el intento de exorcizar el fuerte temor que los romanos tenían por el mal de ojo, bromeando y burlándose con un falo de madera exagerado esgrimido por los actores. Nunca tuvo una verdadera evolución teatral, pero contribuyeron al nacimiento de una dramaturgia latina. 
Según el gramático Festo, el término "fescennini" tendría dos orígenes diferentes. Podría derivar de la ciudad de Fescennium, en el límite entre Etruria y el Lacio, donde se celebraban fiestas rurales por la abundancia de las cosechas y se intercambiaban versos obscenos y licenciosos, como acción de gracias a la deidad fálica. Pero también podría derivar de fascinum, que significa al mismo tiempo "mal de ojo" y "miembro viril", en referencia a las maldiciones que se lanzaban sobre los carros (que transportaban las uvas) de otros agricultores durante la vendimia. Para otros, por la connotación sexual de estos versos, el término tendría su derivación del dios menor Fascinus, derivado del miembro masculino y asociado con los amuletos fálicos que conjuraban hechizos malignos con su poder apotropaico.
Como con cualquier tradición popular, su origen es probablemente antiguo. Según Horacio, seguido en esta hipótesis por Albert Paul, los cantos fesceninos surgirían de las fiestas populares que siguen a las cosechas. Después de las ofrendas a las divinidades agrarias, los participantes se daban un respiro de relajación y alegría por medio de versos burlescos con fondo de sarcasmo rústico.

## Los fesceninos
Aunque nunca lograron la forma de una obra teatral completa, fueron un punto de partida importante que condujo al desarrollo de la dramaturgia latina. El espectáculo consistía en un tipo de diálogo malhablado y subido de tono, tal vez para ganarse el favor de la deidad fálica adorada, y se llevaba a cabo en un clima agradable y optimista, con personajes enmascarados que bailaban presa de abundantes libaciones.
Usualmente eran los campesinos quienes "actuaban" lanzando chistes soeces. Sin secuencias predeterminadas, se recitaban versos improvisados, a menudo engañando incluso a los espectadores, por lo que las representaciones a menudo acababan en altercados.
Al principio inofensivos y de buen humor, aunque groseros, a menudo fueron dirigidos a los recién casados como un deseo para sus descendientes o contra las personas poderosas para marcar sus vicios de una manera satírica. Estas actuaciones gradualmente sobrepasaron todos los límites. Ante excesos que se desbordaron tanto contra los dioses como contra los ciudadanos romanos, el Senado finalmente tuvo que decretar un artículo de la ley de las Doce Tablas que castigaba con la muerte a cualquier autor de versos injuriosos en extremo.
También el poeta latino Catulo trata este tema en su LXI carmen. Recitaciones de Fescennina carmina se producían en las fiestas en honor a Líber Pater con gran regocijo de los asistentes y se incluían también en la obra Medea de Séneca cuando el coro canta que Jasón se va a casar con una mujer corintia.
El carácter licencioso y los ataques a personalidades destacadas de la época surgieron en contra de las autoridades, que establecieron límites a estas representaciones. En 364 a. C. estos dramas, cuando fueron representados en los ludi por actores etruscos, ya estaban muy extendidos en la mayor parte de Italia.
Se pueden distinguir dos tipos de fesceninos: los escenificados (representaciones reales) y los libres (matrimonios, triunfos y fiestas campesinas). Durante la época imperial, solo los fesceninos libres perduraron.